# Urovene Cove
Die Urovene Cove (englisch; bulgarisch залив Уровене saliw Urowene, im Vereinigten Königreich Duyvis Cove) ist eine 2,65 km breite und 2,75 km lange Bucht im Südwesten der Felipe-Solo-Halbinsel an der Graham-Küste des Grahamlands auf der Antarktischen Halbinsel. Als Nebenbucht der Barilari-Bucht liegt sie südöstlich des Laskar Point und nordwestlich des Duyvis Point.
Britische Wissenschaftler kartierten sie 1971. Die bulgarische Kommission für Antarktische Geographische Namen benannte sie 2013 nach der Ortschaft Urowene im Nordwesten Bulgariens. Namensgeber der britischen Benennung, die an diejenige der benachbarten Landspitze angelehnt ist, ist der niederländische Dokumentar Frits Donker Duyvis (1894–1961), Sekretär der 1895 gegründeten und 2002 aufgelösten International Federation for Information and Documentation.